# Дубки (Смоленская область)
Дубки — Деревня в Угранском районе Смоленской области России. Входит в состав Арнишицкого сельского поселения. 
Население — 5 жителей (2007 год). 
Расположена в юго-восточной части области в 16 км к юго-востоку от Угры, в 5 км восточнее автодороги Знаменка-Спас-Деменск, на берегу реки Ворона. В 11 км восточнее от деревни находится железнодорожная станция Баскаковка на линии Торжок-Брянск. 

## История
В годы Великой Отечественной войны деревня была оккупирована гитлеровскими войсками в октябре 1941 года, освобождена в марте 1943 года.